# Sidodadi (Buay Pemaca)
Sidodadi is een bestuurslaag in het regentschap Ogan Komering Ulu Selatan van de provincie Zuid-Sumatra, Indonesië. Sidodadi telt 1635 inwoners (volkstelling 2010).